# Грязный мартини
«Грязный мартини» (англ. Dirty martini) — коктейль на основе водки, сухого вермута и жидкости от  консервированных оливок (маслин). Классифицируется как аперитив. Входит в число официальных коктейлей Международной ассоциации барменов (IBA), категория «Напитки новой эры» (англ. New Era Drinks).

## Рецепт и ингредиенты
Состав:
- водка — 60 мл
- сухой вермут — 10 мл
- жидкость от консервированных маслин (оливок) — 10 мл.

Метод приготовления: стир & стрейн. Ингредиенты (компоненты) перемешивают со льдом в смесительном стакане, после чего отцеживают в коктейльный бокал или бокал Мартини. Готовый коктейль в качестве гарнира украшают зелёными оливками.